# Villazón
Villazón este un oraș din Bolivia, la granița cu Argentina.